# Azalea (colore)
L'azalea è un colore così chiamato perché ricorda il colore dei fiori delle azalee